# 王冬龄
王冬龄（1945年—），别署冬令、悟斋，男，江苏如东人，中国书法家，曾任中国书法家协会理事。